# شارل گیرست
شارل گیرست (فرانسوی: Charles Guiraist‎) قایقران قایق بادبانی اهل فرانسه بود.